# Клеопатра Коулмен
Клеопатра Коулмен (англ. Cleopatra Coleman; нар. 29 жовтня 1987, Вентворт Фоллз, Австралія) — австралійська акторка, відома ролями Еріки в телесеріалі «Остання людина на Землі» та фільмі Netflix «У тіні Місяця».

## Біографія
Клеопатра Коулмен народилася в невеличкому місті Вентворт Фоллз, Австралія, хоча росла в Байрон-Бей, в родині дизайнерки костюмів, підприємиця, вчительки танців живота Теквоїз із Ямайки та музиканта, письменника, режисера Міка, який має шотландське коріння. Уже з двох-трьох років Клеопатра почала виступати з матір'ю, а в чотири вирішила зайнятися танцями. Коулмен була студенткою програми з театрального мистецтва в Sandringham College, Мельбурн.

## Кар'єра
Першу роль отримала в австралійському науково-фантастичному серіалі для дітей «Срібне сонце». У наступному році зіграла кілька ролей в серіалах та телефільмі «Напад шаблезубих». Того ж року почала виконувати роль у серіалі «Зла наука», після якого приєдналась до акторського складу австралійської мильної опери «Сусіди». У 2012 зіграла Пенелопу в музичній стрічці «Крок уперед 4».
У кінці 2014 стало відомо, що Коулмен отримала роль у комедійному серіалі «Остання людина на Землі». У 2017 вийшла кінокомедія «Перерва» з Коулмен в ролі Сахари.
У 2018 році акторка отримала ролі у науково-фантастичних фільмах «Джеймс проти майбутнього себе» та «У тіні Місяця».

## Фільмографія
| Рік       |    | Українська назва              | Оригінальна назва                    | Роль          |
| --------- | -- | ----------------------------- | ------------------------------------ | ------------- |
| 2004      | с  | Срібне сонце                  | Silversun                            | Занді Броков  |
| 2005      | с  |                               | Blue Heelers                         | Скай Кларк    |
| 2005      | тф | Напад шаблезубих              | Attack of the Sabretooth             | Аліс          |
| 2005      | с  | Команда Голлі                 | Holly's Heroes                       | Стейсі        |
| 2005—2006 | с  | Зла наука                     | Wicked Science                       | Емма Геллман  |
| 2006—2007 | с  | Сусіди                        | Neighbours                           | Гленн Форрест |
| 2008      | с  | Принцеса слонів               | The Elephant Princess                | Косма         |
| 2009      | с  | Відділ убивств                | City Homicide                        | Шин Рітчі     |
| 2010      | с  | Гонка                         | Rush                                 | Емма Геллман  |
| 2012      | ф  | Крок уперед 4                 | Step Up Revolution                   | Пенелопа      |
| 2012      | кф | Тренування                    | Trains                               |               |
| 2012      | кф | Ніщо не приходить легко       | Nothing Comes Easy                   | Клео          |
| 2014      | ф  | Клініка страху                | Fear Clinic                          | Меган         |
| 2015      | с  |                               | Comedy Bang! Bang!                   | Кеті          |
| 2015—2018 | с  | Остання людина на Землі       | The Last Man on Earth                | Еріка         |
| 2016      | с  | Все на краще                  | Better Things                        | Окой          |
| 2017      | кф |                               | I Know You from Somewhere            | Олівія        |
| 2017      | ф  | Перерва                       | Take the 10                          | Сахара        |
| 2017      | с  | Біла знаменитість             | White Famous                         | Седі          |
| 2018      | ф  | Смерть із піднебесся          | Hover                                | Клавдія       |
| 2019      | с  | А тепер - апокаліпсис         | Now Apocalypse                       | Ліша          |
| 2019      | ф  | Джеймс проти майбутнього себе | James vs. His Future Self            | Кортні        |
| 2019      | ф  | У тіні Місяця                 | In the Shadow of the Moon            | Рая           |
| 2021      | с  | Шоу Еріка Андре               | The Eric Andre Show                  | гостя         |
| 2021      | с  | Ломка                         | Dopesick                             | Грейс Пелл    |
| 2023      | ф  | Безмежний басейн              | Infinity Pool                        | Ем Фостер     |
| 2023      | ф  | Бунтівний місяць              | Rebel Moon                           | Девра         |
| 2023      | ф  | Павутиння                     | Cobweb                               | міс Дівайн    |
| 2024      | ф  | Бунтівний місяць 2            | Rebel Moon – Part Two: The Scargiver | Девра         |